# Shiremanstown
Shiremanstown est un borough situé au nord-est du comté de Cumberland, en Pennsylvanie, aux États-Unis,. En 2010, il comptait une population de 1 569 habitants. Il est incorporé en 1874.

## Démographie
Lors du recensement de 2010, le borough comptait une population de 1 569 habitants. Elle est estimée, en 2019, à 1 678 habitants.

### Source de la traduction
- (en) Cet article est partiellement ou en totalité issu de l’article de Wikipédia en anglais intitulé « Shiremanstown, Pennsylvania » (voir la liste des auteurs).